# Людина з Рендсв'юрена

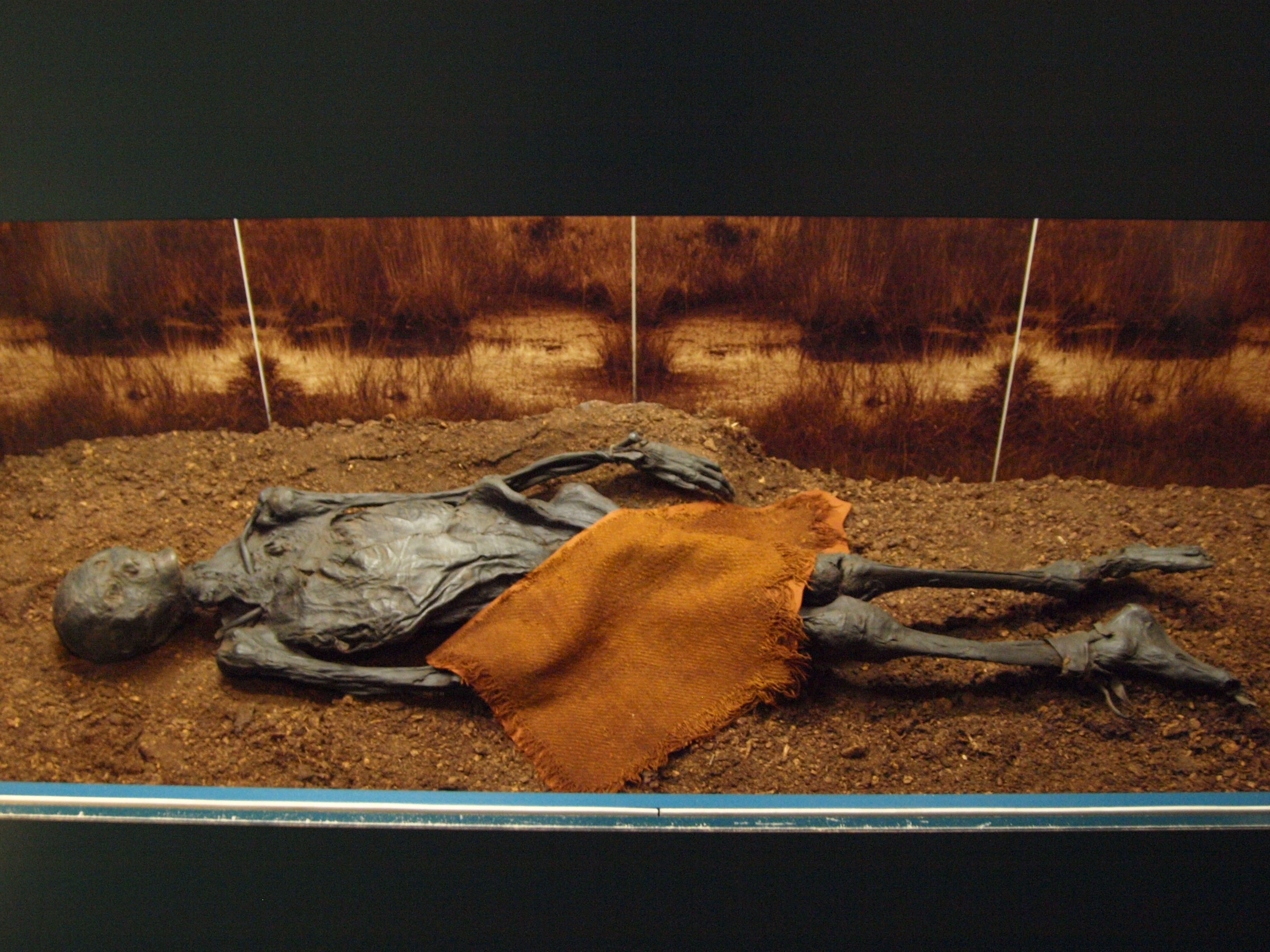
Чоловік з Рендсв'юрена

Людина з Рендсв'юрена — чоловіче болотяне тіло близько 50 років н. е., знайдене у землі Шлезвіг-Гольштейн у Німеччині в 1871 році.

## Історія
Чоловік з Рендсв'юрена був відкритий в 1871 році в болоті Heidmoor, недалеко від Кіля в Німеччині. Він був обстежений шляхом розтину, що на той час було єдиним способом дослідження.
Професор Петер Вільгельм Ґльоб писав, що чоловік з Рендсв'юрена мав 40-50 років, коли був побитий до смерті, що залишило трикутний отвір у голові. Він був знайдений голим, із шматком шкіри на лівій нозі. Поряд з ним був знайдений плащ. Після відкриття його труп був закопчений для збереження. Стан його черепа погіршився і необхідна реконструкція. Текстильна типологія одягу, знайденого з тілом, була приписана до римської залізної доби 1-го чи 2-го століття н. е., що було підтверджено радіовуглецевим датуванням частин останків.